# Gaultheria mucronata
Gaultheria mucronata là một loài thực vật có hoa trong họ Thạch nam. Loài này được (L.f.) Hook. & Arn. mô tả khoa học đầu tiên năm 1834.

## Hình ảnh

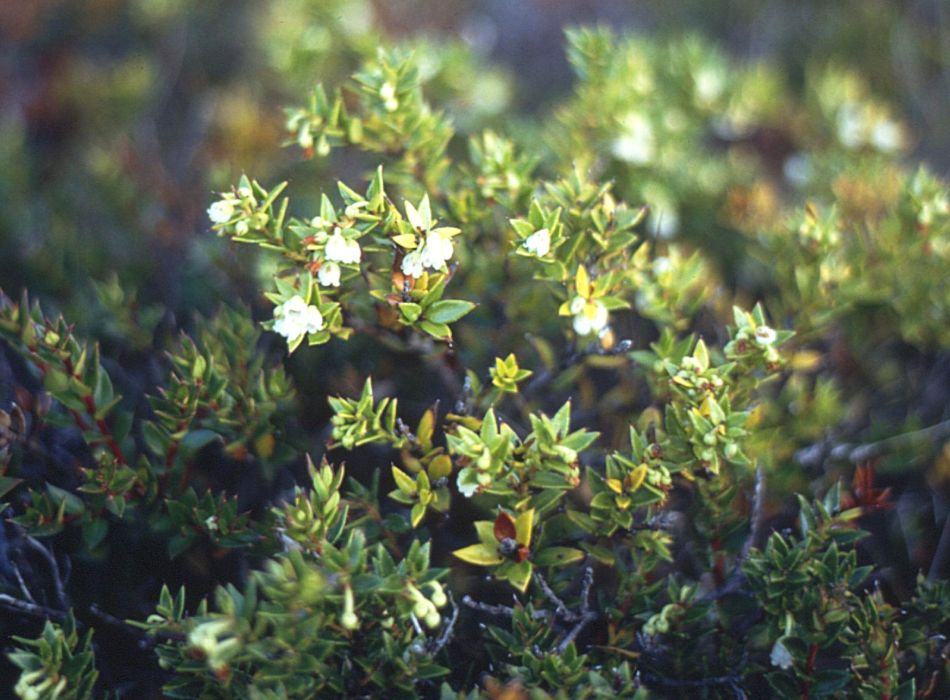
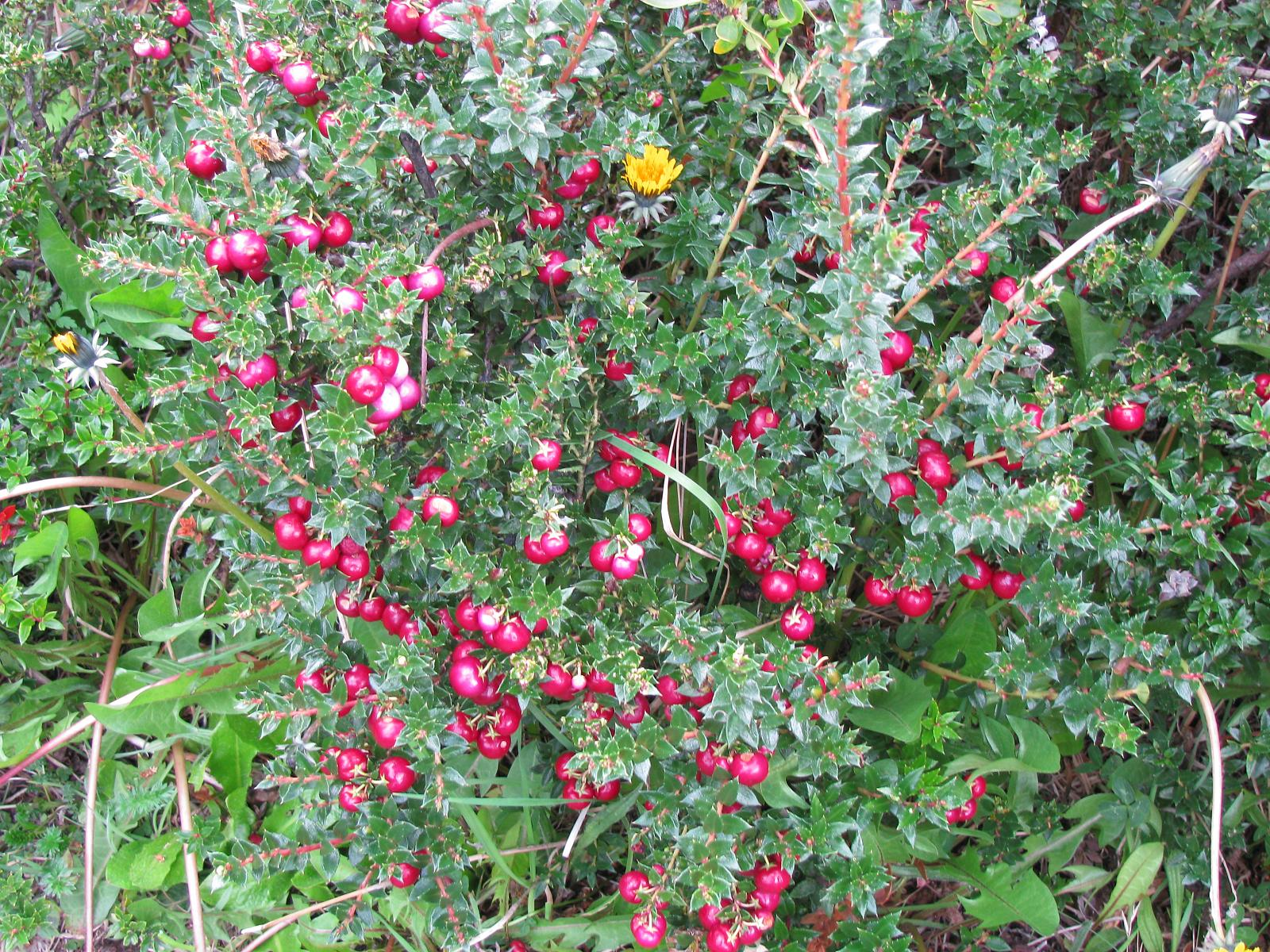
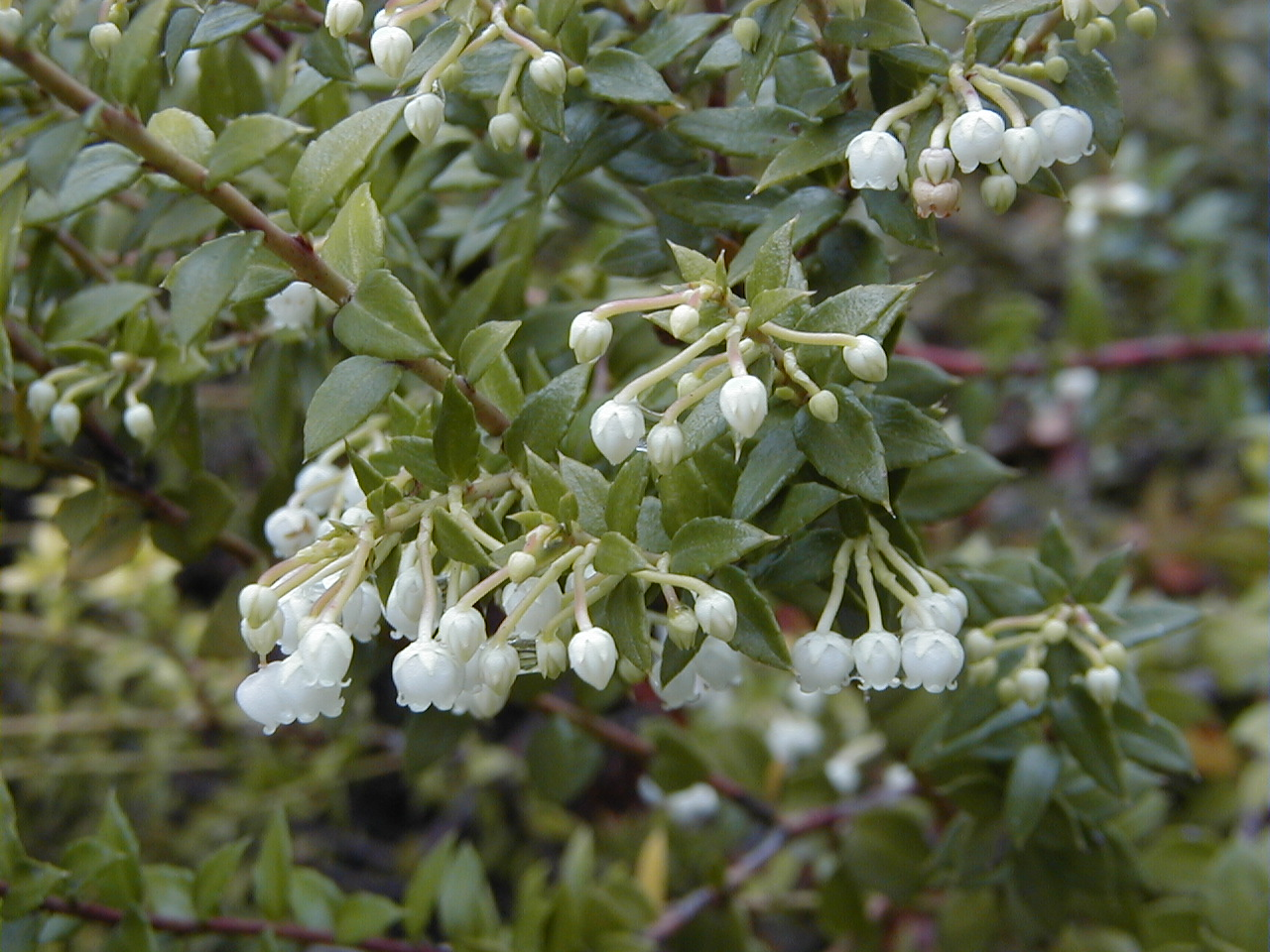